# Кун, Роланд
Роланд Кун (родился 4 марта 1912 года, умер 10 октября 2005 года) — швейцарский психиатр, впервые обнаруживший, что лекарственный препарат имипрамин, производное иминодибензила, который первоначально испытывался в качестве потенциального нового антипсихотика, является на самом деле не антипсихотиком, а антидепрессантом. Он родился в Биле и умер в Щецингене.
Роланд Кун изучал медицину в Базеле, и первоначально хотел заниматься эндокринологией. Психиатрия была его второй специальностью. Ординатуру в области психиатрии он проходил под руководством Якоба Клоэзи, изобретателя методики лечения длительным сном.